# لياندرو غودوي
لياندرو غودوي (بالإسبانية: Leandro Godoy)‏ هو لاعب كرة قدم أرجنتيني، ولد في 9 ديسمبر 1994 في مدينة برنال في الأرجنتين. لعب مع أرسنال ساراندي.

## وصلات خارجية
- لياندرو غودوي على موقع قاعدة بيانات كرة القدم.إي يو (الإنجليزية)
- لياندرو غودوي على موقع Soccerway.com (الإنجليزية)